# 超劇場版ケロロ軍曹2 深海のプリンセスであります!
『超劇場版ケロロ軍曹2 深海のプリンセスであります!』（ちょーげきじょうばんケロロぐんそうツー しんかいのプリンセスであります!）は、日本のアニメーション映画。2007年3月17日に公開された、劇場版『ケロロ軍曹』の第2弾作品。上映時間は約78分。同時上映は『ちびケロ ケロボールの秘密!?』。

## ストーリー
ある夏の日、桃華はある海域で見つかった不思議な生物を持って冬樹たちの家に遊びに来ていた。そして桃華は、冬樹をその生物が見つかった海域に招待する。が、その話を盗み聞きしていたケロロが、｢バカンスバカンス｣と大騒ぎし、小隊のみんなや日向家にいた人々にばらしてしまう。「冬樹と二人きり」という思惑が外れ内心穏やかではない桃華だったが、作り笑顔を浮かべつつしぶしぶ皆を招待する。その海域では、巨大な生物が発見されるも何者かにより一瞬にして消滅するという事件が発生していた。桃華の持ってきた謎の生物と関係があるのだろうか?

## 登場人物
- ケロロ軍曹：渡辺久美子
- 日向冬樹：川上とも子
- タママ二等兵：小桜エツ子
- ギロロ伍長：中田譲治
- クルル曹長：子安武人
- ドロロ兵長：草尾毅
- 日向夏美：斎藤千和
- 日向秋：平松晶子
- サブロー：石田彰
- 西澤桃華：池澤春菜
- アンゴル=モア：能登麻美子
- 東谷小雪：広橋涼
- ナレーション：藤原啓治

## 劇場版のみの登場人物
メール
声 - 桑島法子
マロン星の王子で、頭に大きなツノが生えている。無邪気で子どもっぽく、寂しがりやな性格である。自分がマロン人だと知らず、マロン人の侵略法であるプリンセスを迎えて、その星を水で沈める儀式を行なおうとする。
ケロロ達と戦う内にメアボールの力で暴走、巨大化してしまうが、ケロロ達の活躍によって正気に戻り、マロン人の残した宇宙船でマールと共にマロン星へと旅立った。
マール
声 - 辻希美
メールの従者。ノースリーブのワンピースのようなものを着ている。メールが言いたいことを先に説明したりして彼に怒られるとすぐに謝ってしまう。メールと同じく、当初は自分がマロン人だと知らなかった。
メールを救うために命を賭けて、メールからメアボールを離そうとするなど、メールのことをとても大切に思っている。最後に夏美からティアラを受け取り、メールのプリンセスとしてマロン星へ旅立った。
キルル（南太平洋）
声 - 藤田圭宣
南太平洋に突如出現したキルル。作品内では一貫して「南太平洋のキルル」と表記されている。1作目のキルルとは別個体で、メールとマールによって倒される。
サメ型ナイトメア
声 - 相澤伸郎（テレビ愛知アナウンサー）
メールがメアボールで作ったナイトメアの主要格の一人。
シャチ型ナイトメア
声 - 大藤晋司（テレビ北海道アナウンサー）
メールがメアボールで作ったナイトメアの主要格の一人。
メイド型ナイトメア
声 - 中島有香（テレビせとうちアナウンサー）
メールがメアボールで作ったナイトメア。夏美の食後の皿を片づける。
探査用ナイトメア
メールがメアボールで作ったナイトメア。キルルに攻撃された船の人が見つけて夏美を発見する。
カニ型ナイトメア
メールがメアボールで作ったナイトメア。夏美をさらう。口から地面をえぐるほどの勢いの熱湯を出す。
イカ型ナイトメア
メールがメアボールで作ったナイトメア。長い腕を伸ばして鞭のようにして攻撃する。
ヤドカリ型ナイトメア
メールがメアボールで作ったナイトメア。針がミサイルになっている。
ヒトデ型ナイトメア
メールがメアボールで作ったナイトメア。目からビームを出す。ヒトデ型手裏剣を飛ばす事もできる。
オペレーター
声 - 松丸友紀（テレビ東京アナウンサー）、藁谷麻美（当時テレビ大阪アナウンサー）、 立花麻理（TVQ九州放送アナウンサー）
西澤グループ所有の空母の三人のオペレーター。演じている三人の名字となっている。
貨物船の船員
声 - 杉崎亮（船長） / 小伏伸之・峰健一（船員）
南太平洋にてキルルによって襲われそうになる巨大船の船員たち。
レイ、ユウカ、ハルカ
声 - 岡本玲（レイ：新潮社ニコラ）、不明（ユウカ、ハルカ）
冒頭部分で一緒に歩いている三人組。

## 用語
マロン星（マロンスター）
ガマ星雲に存在する海の惑星。ケロロ小隊の故郷でもある第58番惑星「ケロン星（スター）」とはお隣さん。アニメ第155話Bパート冒頭にも、クロスワードのキーワードとして登場している。
原住民の名は「マロン人」と言い、ケロン人同様の「侵略型宇宙人」であるが、クルル曰く「だいぶ前に侵略行為を停止している」とのこと。地球へは侵略活動を行っていた当時、小隊単位が何らかの事情により本体と別れたもののそのまま南太平洋の海底へと住みついたとされている。メール・マールが明確な物心がついた段階ではすでに絶滅しており、機材が破損していた為に過去に関する大部分のデータが呼び出せなかったので、彼らは自身がマロン人だというのは物語終盤まで知らなかった。マロン人の侵略行為が原住民からプリンセスを選ぶというプロセスを必要とする事から、メールは侵略兵器を兼ねた実働隊員、マールはその護衛というのが元々の役割であるのだろうが、多くのデータが破損紛失している為現在の関係となっている。
メアボール
マロン星で作られている万能型携帯兵器。作品内ではメールが所持している。ケロン星の侵略兵器であるケロボールに外見が酷似しており、何もない所から物を生み出したり（食べ物や服、ナイトメアと呼ばれる従者はおろか、夏美の過去の記憶を読んで町を丸ごと作る事すら可能）、キルルを1撃で倒すほどの威力の持つビームを発射する事ができるなど、ケロボールよりも高性能。

## スタッフ
- 原作：吉崎観音（角川書店「月刊少年エース」連載）
- エグゼクティブプロデューサー：角川歴彦、吉井孝幸
- 企画：井上伸一郎、宮河恭夫
- 制作統括：安田猛、尾崎雅之
- 脚本：横谷昌宏
- 絵コンテ・演出：山口晋
- キャラクターデザイン・総作画監督：追崎史敏
- メカデザイン：今石進（シングポート）
- 作画監督：糸島雅彦、中山初絵、満仲勧、小池智史、竹知仁美、浦上貴之
- メカ作画監督：仲盛文
- 動画チェック：丸山収 (Wish)
- 動画チェック補佐：敷田エリ、鈴木泰子、石井康雄
- 色彩設計：中里智恵
- 色指定・検査：金月梨香 (Wish)
- 動画・仕上管理：石川直樹、楢崎義隆、佐々木尚子 (Wish)
- 美術監督：田尻健一
- 美術ポート補佐：下元智子（スタジオWHO）、吉川洋史、田山修（旭プロダクション）
- 撮影監督：福士享
- 特殊効果：垣田由紀子
- モニターグラフィックス：金珍煕
- 編集：板部浩章
- 編集助手：高橋歩、平井健一
- 編集スタジオ：JAY FILM
- ラインテスト：R.I.C、MSJ武蔵野製作所、スタジオキャッツ、T2studio
- HD編集：SONY PCL
- 営業：瀬崎琢己
- 技術：藤森康平、竹村知己、高木磨
- 音響監督：鶴岡陽太
- 音響効果:蔭山満（フィズサウンドクリエイション）
- 録音：椎原操志
- 録音助手：五十嵐恵美、砂場舞、森本桂一郎、岩名路彦
- 選曲：佐野恭野
- 光学リーレコ：上田太士
- 音響制作担当：杉山好美
- 録音スタジオ：スタジオごんぐ、東京テレビセンター
- 音響制作：楽音舎
- ドルビーフィルム・コンサルタント：河東努、森幹生
- デジタル光学録音：西尾昇
- 音楽：鈴木さえ子
- 音楽補：掛川陽介、本澤尚之 (TOMISIRO)
- 音楽プロデューサー：福田正夫（ビクターエンタテインメント）、吉田隆（ウェルコミューン）、木村唯人（ソニー・ミュージックエンタテインメント）、眞野昇（サンライズ音楽出版）
- 音楽制作協力：ビクターエンタテインメント、ウェルコミューン、アミューズ、サンライズ音楽出版
- 音楽協力：テレビ東京ミュージック、サンライズ音楽出版
- フィルム：富士フイルム
- デジタル&フィルムラボ：IMAGICA
- IMAGICAレコーダー〜realtime〜タイミング：平林弘明、大場弥生
- テクニカルコーディネート：山下哲司
- HDリアルタイムレコーディング：稲垣知康、竹内望
- ラボ・コーディネート：志村由布子
- 宣伝プロデューサー：峰岸美加
- 宣伝広告：永崎朋子
- タイトルロゴ：岩瀬雅亮、柳家志有（コズフィッシュ）、海野大輔
- 特報・予告：ガルエンタープライズ
- プロモート：望月克己
- 広報：篠原洋美、富田民幸
- プロモーション協力：玉土晃、鷲山裕人、杉本潤子（角川メディアハウス）、田所茂、横沢隆（角川グループパブリッシング）
- 「超劇場版ケロロ軍曹2」製作委員会
  - 山下直久、菊池剛（角川書店）
  - 江川信也、荻野知仁、菅野陽介、岡田信之（角川映画）
  - 内田健二、富岡秀行、阿久津理恵（サンライズ）
  - 岩田圭介、白石誠、井口晴之、安井美紀子（テレビ東京）
  - 松下洋子、生田英隆、波多野淳一 (NAS)
  - 角川アニメファンド
- TVリレーションシップス：山川典夫（テレビ東京）、実松照晃 (NAS)
- 制作進行：木村大、榊原智康
- 制作補佐：向井正浩、古田丈司、石塚真吾
- 制作助手：香西千草
- 設定制作：轟大河
- 制作デスク：富川清晴
- ラインプロデューサー：田村一彦
- プロデューサー：渡辺啓之、大橋千恵雄
- アニメーション制作：サンライズ
- 製作：角川歴彦、吉井孝幸、井上泰一、橋荘一郎、永井秀之
- 監督：山口晋
- 総監督：佐藤順一

## 主題歌・挿入歌
- その手をつないで（主題歌）
  - 歌：渡辺美里/作詞：渡辺美里/作曲：伊秩弘将/プロデュース：有賀啓雄/レーベル：エピックレコードジャパン
- KERO`T MARCH〜ソラミミングリッシュであります!〜（オープニングテーマ）
  - 歌：角田信朗/作詞：もりちよこ/作曲・編曲：沢田完/レーベル：ビクターエンタテインメント
- メールのうた（挿入歌）
  - 歌：メール（桑島法子）／作詞：横谷昌宏／作曲・編曲：鈴木さえ子・掛川陽介・本澤尚之
- よきにはからえ!（挿入歌）
  - 歌：ケロロ小隊（渡辺久美子・小桜エツ子・中田譲治・子安武人・草尾毅）/作詞・作曲・編曲：パッパラー河合
- 石ころの星（挿入歌・音楽のみ）
- ナムルの純真（挿入歌・音楽のみ）

## 草案 及び 漫画版
この映画は第1弾同様、原作者吉崎観音が半分原案を担当している。このことは原作者本人が自身のホームページで語っており、豪華版DVDの特典「深海のプリンセス 公式ガイドブック」でその一部を見ることが出来る。また、コミックス20巻にはこの原案を元とした『長編・深海の迷子たち』が、「怪獣と楽園」・「空母と海螢」・「深海と王子」・「初夜と籠城」・「舞台と衣装」・「起動と鼓動」・「深海の迷子達」の7話で構成される形で全収録された。映画との違いは以下の通り。
- 冒頭でキルルが出現した海域に通称として「“Devil's Sea”（デビルズ・シー）」が表記されている。
- メールらは己がマロン人という事を理解している。
- メールの性格や口調が、劇場版に比べると若干大人びている。
- メールの変身する対象人物が、サブローではなく幼い頃の冬樹[4]。
- 幼い頃にデパートで迷子になったのは夏美ではなく冬樹。

- 過去に迷子になっていた冬樹がメールと出会っていたことになっている。

- 夏美のプリンセスのドレスはメールが玩具のお礼としてメアボールで作り出したものだが、漫画版ではマールが仕立てたもの。
- キルル関連
  - 本作のキルルが南太平洋に出現した理由が異なっている。また、漫画版ではこのキルルはメールらに倒されず、後に彼らに力を利用される。
  - 劇場版には登場しなかった対となるOS・ミロロが登場。前後作に登場したキルルのOSであるミララやミルルに似たデザインとなっている。
- メールたちの根拠地として、沈没後未だ発見されていない大日本帝国海軍の空母信濃が登場する。
- 西澤ピーチグループの保有する空母に、「桃華」という艦名が与えられている[5]。

## プロモーション

### 前売り特典
前売り券として「秋葉原エンタまつり」期間中（2006年10月21日-10月29日）に、秋葉原にて「クルルカレー」（甘口1種類レトルトの2袋入り）つき特別限定鑑賞券が販売された。

### 関連商品

#### ノベライズ
- 伊豆平成『小説侵略！ケロロ軍曹 深海のプリンセスであります！』KADOKAWA。ISBN 9784048540858。

映画公開に先駆け、同年3月7日に発売。前作はノベライズ化が実現しなかったため、本作から劇場作品でのノベライズ化がなされている。

#### DVD・レンタル品
2枚組の通常版・豪華版2バージョンが発売。発売日は2007年9月28日。なおレンタル版には同時上映のショートストーリー『ちびケロ ケロボールの秘密!?』は収録されておらず、その代わりにレンタルオリジナル品「超劇場版ケロロ軍曹 ショートストーリー けろケロ報告」にて『武者ケロ お披露目!戦国ラン星大バトル!!』と共にセットで収録されている。

### テレビ放送
2008年3月9日にテレビ東京系列で放送。同年3月20日にはBSジャパンでも放送された。エンディングのスタッフクレジットは主要声優のみ記載された。

## ちびケロ ケロボールの秘密!?
『ちびケロ ケロボールの秘密!?』（ちびケロ ケロボールのひみつ!?）は、2007年3月17日に公開された短編アニメーション映画。『超劇場版ケロロ軍曹2 深海のプリンセスであります!』の同時上映作品。上映時間は約16分。
全編3DCGで構成されており、内容はギロロが持ってきた兄・ガルルのケロボールで起こった騒動にちびケロ達4人が奮闘するはというハチャメチャストーリーになっている。「一生分のカレーがほしい」と言って願いが叶ったクルルは最後の最後で…!?

### 声の出演
- ちびケロ - 渡辺久美子
- ちびギロ - 平松晶子
- ちびゼロ - 草尾毅
- ちびプル - 雪野五月
- ちびクル - 子安武人
- シュぺぺ - 不明[2]
- リノノ -  不明[2]
- 教官パネル - 中田譲治
- デスゥボール - 小桜エツ子

### スタッフ
- 原作：吉崎観音
- 監督・脚本・絵コンテ・演出：近藤信宏
- 総監督：佐藤順一
- キャラクターデザイン：追崎史敏
- メカデザイン：今石進（シングポート）

### 主題歌
- ともだちのうた
  - 歌：ハリセンボン/作詞：ヒゲ社長と野口/作曲：蔦谷好位置/編曲：秋山誠司/振付：南流石/レーベル：R and C

## 補足
- 主題歌を担当した渡辺美里が2007年3月にフジテレビの『笑っていいとも!』のテレフォンショッキングに出演した際、タモリにケロロの玩具をお土産として渡していた。また、「いいとも侵略であります! ケロロ軍曹」と書かれたメッセージが花輪とともに置かれていた。
- TXN各局のアナウンサーが1人ずつ特別出演しているが、そのうち当時テレビ大阪契約アナウンサーだった藁谷は元声優であり（引退後、テレビユー福島契約アナウンサー、テレビ大阪契約アナウンサーを経て、現在はフリー）、久しぶり[いつ?]のアニメ出演となった。